# Anthemidinae
Anthemidinae (Cass.) Dumort., 1827 è una sottotribù di piante angiosperme dicotiledoni della famiglia delle Asteraceae (sottofamiglia Asteroideae e tribù Anthemideae/clade Eurasian grade).

## Etimologia
Il nome di questo gruppo deriva dal suo genere più importante Anthemis  L., 1753, la cui etimologia deriva dalla parola greca ”Anthemon” (= fiore, abbondante fioritura) poi trasformato in “anthemis” (= piccolo fiore) e fa riferimento all'infiorescenza di queste piante. Questo nome era già usato dai greci antichi per indicare una delle tante specie di camomilla.

Il nome scientifico della sottotribù è stato definito per la prima volta dai botanici Barthélemy Charles Joseph Dumortier (Tournai, 3 aprile 1797 – 9 giugno 1878), botanico, naturalista e politico belga e Alexandre Henri Gabriel de Cassini (1781 – 1832), botanico e naturalista francese, nella pubblicazione "Florula belgica, opera majoris prodromus. - 69.1827" del 1827.

## Descrizione

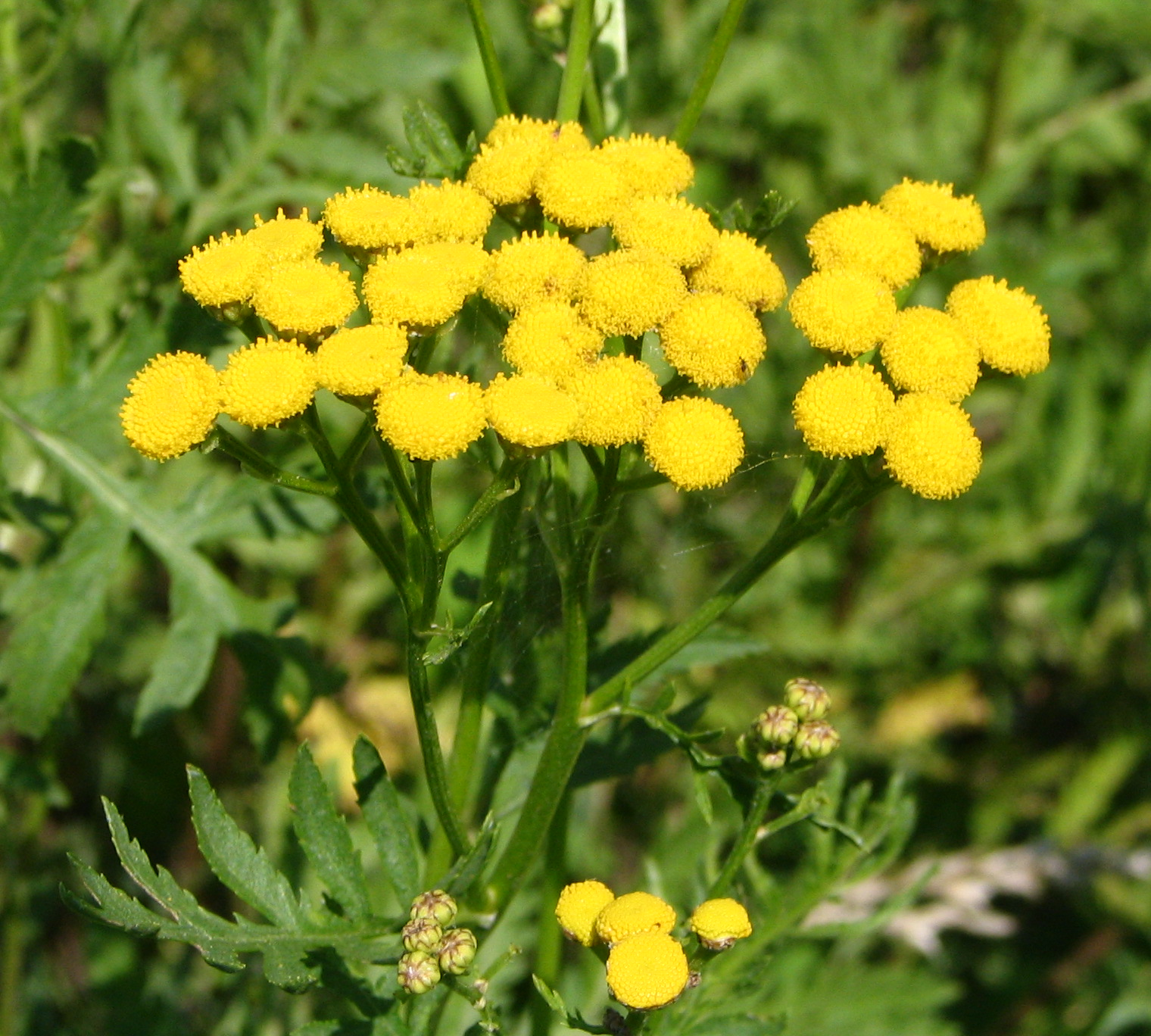
Il portamento
Tanacetum vulgare

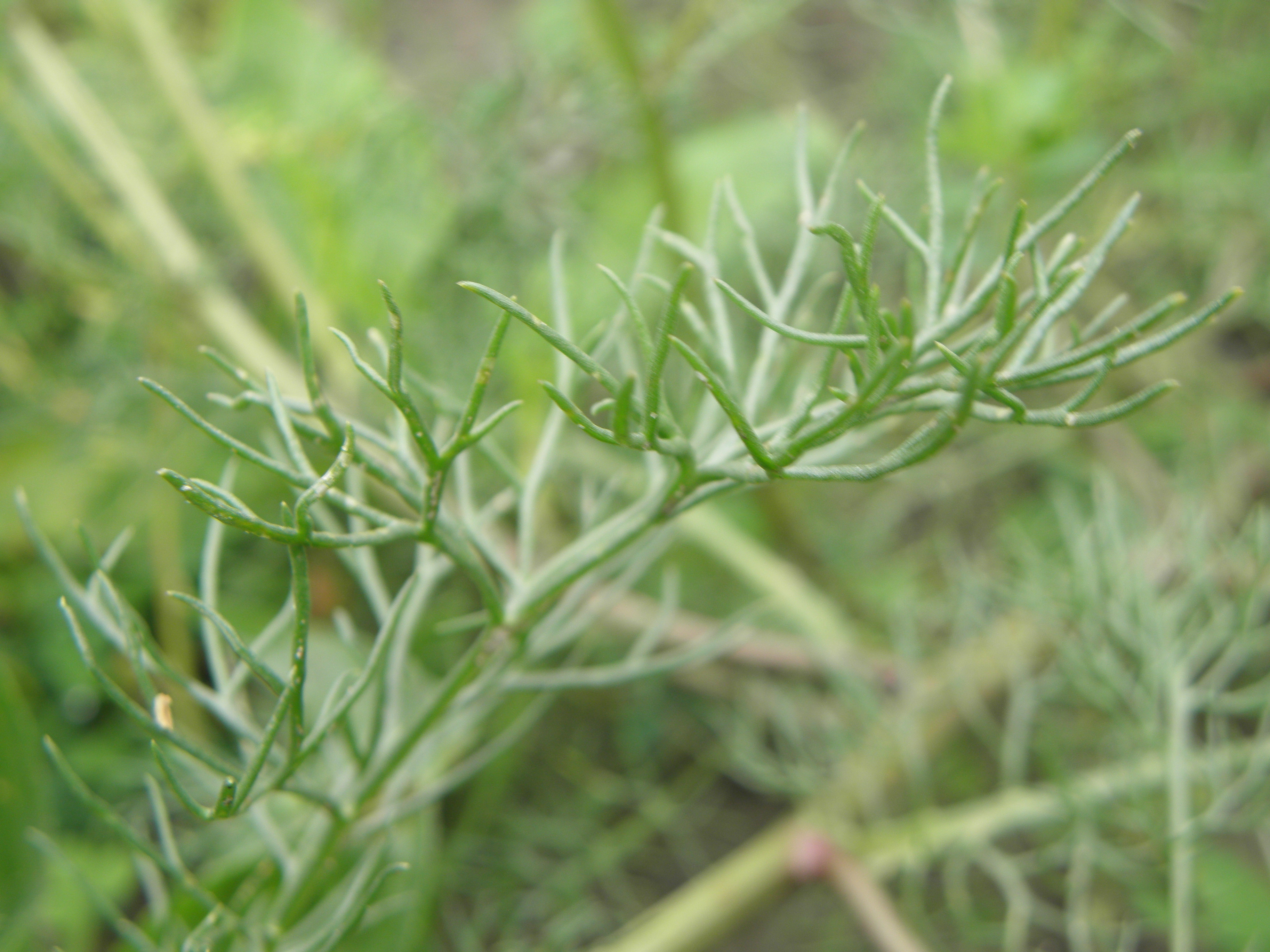
Le foglie
Tripleurospermum inodorum

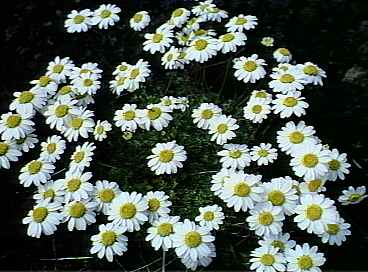
Infiorescenza
Anthemis aetnensis

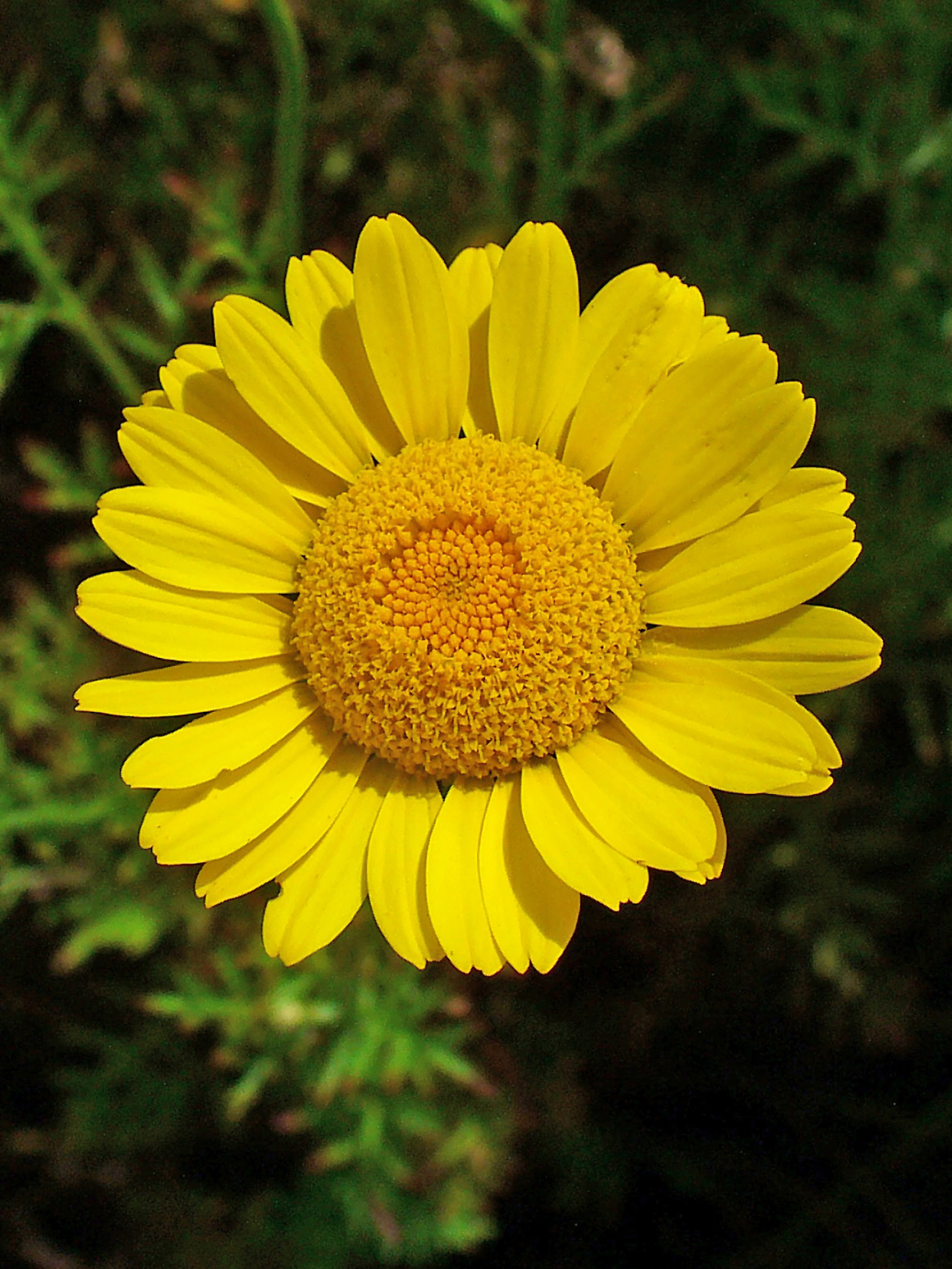
I fiori
Anthemis tinctoria

Portamento. L'habitus delle specie di questo gruppo è erbaceo annuale o perenne, ma anche arbustivo e cespuglioso a breve o lunga durata; l'indumento è formato da peli (a volte ghiandolari) medifissi e/o basifissi oppure le superfici possono essere glabre. Alcune specie sono aromatiche. Raramente sono presenti specie spinose e alcune sono monocarpiche.
Fusto. La parte aerea in genere è eretta, semplice o ramosa. La base a volte è legnosa oppure priva di foglie (Xylanthemum).
Foglie. Le foglie lungo il fusto sono disposte in modo alterno. La lamina varia da dentata-lobata (3 - 5 lobi) a 1-3-pennatosetta.
Infiorescenza. Le sinflorescenze sono formate da capolini o solitari o raccolti in modo corimboso. Le infiorescenze vere e proprie sono composte da un capolino terminale peduncolato di tipo radiato, disciforme o discoide, normalmente con fiori eterogami (raramente omogami). I peduncoli possono essere snelli oppure rigonfi (a maturità). I capolini sono formati da un involucro, con forme emisferiche, obconiche o ubonate, composto da diverse brattee, al cui interno un ricettacolo fa da base ai fiori di due tipi: fiori del raggio e fiori del disco. Le brattee, piatte e a consistenza erbacea (scariose all'apice), sono disposte in modo più o meno embricato su più serie (da 1 a 5). Il ricettacolo, emisferico o conico, è provvisto, oppure no, di pagliette avvolgenti la base dei fiori.
Fiori.  I fiori sono tetra-ciclici (formati cioè da 4 verticilli: calice – corolla – androceo – gineceo) e pentameri (calice e corolla formati da 5 elementi). Si distinguono in:
- fiori del raggio (esterni): sono femminili e sono disposti su una serie; la forma è ligulata (zigomorfa); a volte possono mancare o essere sterili o neutri;
- fiori del disco (centrali): sono più numerosi con forme brevemente tubulose (attinomorfe); sono ermafroditi.

- Formula fiorale:

*/x K {\displaystyle \infty }, [C (5), A (5)], G 2 (infero), achenio
- Calice: i sepali del calice sono ridotti ad una coroncina di squame.

- Corolla:

- fiori del raggio: la forma della corolla alla base è più o meno tubulosa-imbutiforme (a volte pelosa), mentre all'apice è ligulata; la ligula può terminare con alcuni denti; il colore è bianco, giallo o rosa;
- fiori del disco: la forma è tubulare bruscamente divaricata in 5 lobi (o raramente in 4 lobi - Nananthea); i lobi, patenti o eretti, hanno una forma deltata o più o meno lanceolata; il colore può essere giallo o raramente biancastro o rossastro.

- Androceo: l'androceo è formato da 5 stami (alternati ai lobi della corolla) sorretti da filamenti generalmente liberi; gli stami sono connati e formano un manicotto circondante lo stilo. Le antere possono essere sia di tipo basifisso (come nei generi Tanacetum e Tripleurospermum) che mediofisso (ossia attaccate al filamento per la base – nel primo caso; oppure in un punto intermedio – nel secondo caso).[13] Questa caratteristica ha valore tassonomico in quanto distingue i generi gli uni dagli altri. Il tessuto dell'endotecio non è polarizzato. Il polline è sferico con un diametro medio di circa 25 micron;  è tricolporato (con tre aperture sia di tipo a fessura che tipo isodiametrica o poro) ed è echinato (con punte sporgenti).

- Gineceo: l'ovario è infero uniloculare formato da 2 carpelli. Lo stilo (il recettore del polline) è profondamente bifido (con due stigmi divergenti) e con le linee stigmatiche marginali separate o contigue. I due bracci dello stilo hanno una forma troncata e possono essere papillosi o ricoperti da ciuffi di peli.

Frutti. I frutti sono degli acheni con pappo (a volte il pappo può mancare). La forma degli acheni è più o meno ob-ovoide o ob-conica a sezione circolare con alcune coste trasversali (fino a 10) oppure con 3-5 nervature su ogni faccia (Cota) oppure sono triquetri con 3 costole (Tripleurospermum). Il pappo di solito è formato da una piccola coppa di squame (auricolate) oppure è assente. Il pericarpo può contenere delle cellule mucillaginifere (a volte è privo - Tanacetum), mentre le sacche di resina sono generalmente assenti (in Tripleurospermum sono presenti 1 o 2 sacchi di resina abassiali-apicali).

## Biologia
Impollinazione: l'impollinazione avviene tramite insetti (impollinazione entomogama tramite farfalle diurne e notturne).

Riproduzione: la fecondazione avviene fondamentalmente tramite l'impollinazione dei fiori (vedi sopra).

Dispersione: i semi (gli acheni) cadendo a terra sono successivamente dispersi soprattutto da insetti tipo formiche (disseminazione mirmecoria). In questo tipo di piante avviene anche un altro tipo di dispersione: zoocoria. Infatti gli uncini delle brattee dell'involucro (se presenti) si agganciano ai peli degli animali di passaggio disperdendo così anche su lunghe distanze i semi della pianta. Inoltre per merito del pappo (se presente) il vento può trasportare i semi anche a distanza di alcuni chilometri (disseminazione anemocora).

## Distribuzione e habitat
Le specie di questo gruppo sono distribuite in Europa, in Asia, in Africa e nel Nord America con habitat da più o meno temperati a subtropicali. Nella tabella più sotto sono indicate in dettaglio le distribuzioni relative ai vari generi della sottotribù:

## Sistematica
La famiglia di appartenenza di questa voce (Asteraceae o Compositae, nomen conservandum) probabilmente originaria del Sud America, è la più numerosa del mondo vegetale, comprende oltre 23.000 specie distribuite su 1.535 generi, oppure 22.750 specie e 1.530 generi secondo altre fonti (una delle checklist più aggiornata elenca fino a 1.679 generi). La famiglia attualmente (2021) è divisa in 16 sottofamiglie; la sottofamiglia Asteroideae è una di queste e rappresenta l'evoluzione più recente di tutta la famiglia.
Il genere tipo per questa sottotribù è: Anthemis L., derivato a sua volta dalla specie tipo Anthemis arvensis L.

### Filogenesi
Il gruppo di questa voce è descritto nella tribù Anthemideae, una delle 21 tribù della sottofamiglia Asteroideae). Da un punto di vista filogenetico, la tribù Anthemideae fa parte del supergruppo (o sottofamiglia) "Asteroideae grade"; l'altro è il supergruppo "Non-Asteroideae" contenente il resto delle sottofamiglie delle Asteraceae. All'interno del supergruppo è vicina alle tribù Senecioneae, Calenduleae, Gnaphalieae e Astereae.
In base alle ultime ricerche nella tribù sono stati individuati (provvisoriamente) 4 principali lignaggi (o cladi): "Southern hemisphere grade", "Asian-southern African grade", "Eurasian grade" e "Mediterranean clade". La sottotribù di questa voce è compresa nel clade "Eurasian grade" comprendenti soprattutto specie europee e asiatiche. La sottotribù occupa inoltre una posizione vicina al "core" della tribù insieme alla sottotribù Matricariinae.
In base alle varie analisi filogenetiche il gruppo delle Anthemidinae è considerato monofiletico specialmente dopo l'ineserimento dei generi Archanthemis e Xylanthemum. La monofilia è supportata dalla particolare struttura (unica nella tribù) del sacco embrionale (carattere apomorfico). Nell'ambito della tribù la sottotribù delle Anthemidinae è strettamente correlata alla sottotribù delle Matricariinae (in effetti da un punto di vista filogenetico formano un gruppo monofiletico ben supportato - anche se in alcune analisi queste due sottotribù formano un clade politomico con la sottotribù Leucanthemopsidinae). La sottotribù si divide un due cladi. Mentre il primo clade (generi: Anthemis, Cota, Nananthea e Tripleurospermum) risulta abbastanza ben definito; il secondo clade (quello del Tanaceto) non risulta completo in quanto ci sono ancora diversi gruppi esterni (in Asia centrale) che sono probabilmente collegati a questo genere e che quindi per il momento lo rendono altamente parafiletico.

 
Il cladogramma a destra (tratto dagli studi citati e semplificato) è stato ottenuto dall'analisi del DNA di alcune specie dei vari generi della sottotribù. Da esso si nota come la filogenesi della sottotribù sia composta da due cladi (A e B) definiti “gruppi fratelli”.
|  | \| \| Cota \| \| \| \| \| \| Tripleurospermum \| \| \| \| |
|  |                                                           |
|  | Anthemis                                                  |
|  |                                                           |
|  | Cota                                                      |
|  |                                                           |
|  | Tripleurospermum                                          |
|  |                                                           |

|  | Cota             |
|  |                  |
|  | Tripleurospermum |
|  |                  |

|  | \| \| Cota \| \| \| \| \| \| Tripleurospermum \| \| \| \| |
|  |                                                           |
|  | Anthemis                                                  |
|  |                                                           |
|  | Cota                                                      |
|  |                                                           |
|  | Tripleurospermum                                          |
|  |                                                           |

|  | Cota             |
|  |                  |
|  | Tripleurospermum |
|  |                  |

|  | Archanthemis |
|  |              |
|  | Tanacetum    |
|  |              |
|  | Xylanthemum  |
|  |              |

|  | \| \| Cota \| \| \| \| \| \| Tripleurospermum \| \| \| \| |
|  |                                                           |
|  | Anthemis                                                  |
|  |                                                           |
|  | Cota                                                      |
|  |                                                           |
|  | Tripleurospermum                                          |
|  |                                                           |

|  | Cota             |
|  |                  |
|  | Tripleurospermum |
|  |                  |

|  | \| \| Cota \| \| \| \| \| \| Tripleurospermum \| \| \| \| |
|  |                                                           |
|  | Anthemis                                                  |
|  |                                                           |
|  | Cota                                                      |
|  |                                                           |
|  | Tripleurospermum                                          |
|  |                                                           |

|  | Cota             |
|  |                  |
|  | Tripleurospermum |
|  |                  |

|  | Archanthemis |
|  |              |
|  | Tanacetum    |
|  |              |
|  | Xylanthemum  |
|  |              |

|  | \| \| Cota \| \| \| \| \| \| Tripleurospermum \| \| \| \| |
|  |                                                           |
|  | Anthemis                                                  |
|  |                                                           |
|  | Cota                                                      |
|  |                                                           |
|  | Tripleurospermum                                          |
|  |                                                           |

|  | Cota             |
|  |                  |
|  | Tripleurospermum |
|  |                  |

|  | \| \| Cota \| \| \| \| \| \| Tripleurospermum \| \| \| \| |
|  |                                                           |
|  | Anthemis                                                  |
|  |                                                           |
|  | Cota                                                      |
|  |                                                           |
|  | Tripleurospermum                                          |
|  |                                                           |

|  | Cota             |
|  |                  |
|  | Tripleurospermum |
|  |                  |

|  | Archanthemis |
|  |              |
|  | Tanacetum    |
|  |              |
|  | Xylanthemum  |
|  |              |

|  | \| \| Cota \| \| \| \| \| \| Tripleurospermum \| \| \| \| |
|  |                                                           |
|  | Anthemis                                                  |
|  |                                                           |
|  | Cota                                                      |
|  |                                                           |
|  | Tripleurospermum                                          |
|  |                                                           |

|  | Cota             |
|  |                  |
|  | Tripleurospermum |
|  |                  |

|  | \| \| Cota \| \| \| \| \| \| Tripleurospermum \| \| \| \| |
|  |                                                           |
|  | Anthemis                                                  |
|  |                                                           |
|  | Cota                                                      |
|  |                                                           |
|  | Tripleurospermum                                          |
|  |                                                           |

|  | Cota             |
|  |                  |
|  | Tripleurospermum |
|  |                  |

|  | Archanthemis |
|  |              |
|  | Tanacetum    |
|  |              |
|  | Xylanthemum  |
|  |              |

|  | \| \| Cota \| \| \| \| \| \| Tripleurospermum \| \| \| \| |
|  |                                                           |
|  | Anthemis                                                  |
|  |                                                           |
|  | Cota                                                      |
|  |                                                           |
|  | Tripleurospermum                                          |
|  |                                                           |

|  | Cota             |
|  |                  |
|  | Tripleurospermum |
|  |                  |

|  | \| \| Cota \| \| \| \| \| \| Tripleurospermum \| \| \| \| |
|  |                                                           |
|  | Anthemis                                                  |
|  |                                                           |
|  | Cota                                                      |
|  |                                                           |
|  | Tripleurospermum                                          |
|  |                                                           |

|  | Cota             |
|  |                  |
|  | Tripleurospermum |
|  |                  |

|  | Archanthemis |
|  |              |
|  | Tanacetum    |
|  |              |
|  | Xylanthemum  |
|  |              |

|  | \| \| Cota \| \| \| \| \| \| Tripleurospermum \| \| \| \| |
|  |                                                           |
|  | Anthemis                                                  |
|  |                                                           |
|  | Cota                                                      |
|  |                                                           |
|  | Tripleurospermum                                          |
|  |                                                           |

|  | Cota             |
|  |                  |
|  | Tripleurospermum |
|  |                  |

|  | \| \| Cota \| \| \| \| \| \| Tripleurospermum \| \| \| \| |
|  |                                                           |
|  | Anthemis                                                  |
|  |                                                           |
|  | Cota                                                      |
|  |                                                           |
|  | Tripleurospermum                                          |
|  |                                                           |

|  | Cota             |
|  |                  |
|  | Tripleurospermum |
|  |                  |

|  | Archanthemis |
|  |              |
|  | Tanacetum    |
|  |              |
|  | Xylanthemum  |
|  |              |

|  | \| \| Cota \| \| \| \| \| \| Tripleurospermum \| \| \| \| |
|  |                                                           |
|  | Anthemis                                                  |
|  |                                                           |
|  | Cota                                                      |
|  |                                                           |
|  | Tripleurospermum                                          |
|  |                                                           |

|  | Cota             |
|  |                  |
|  | Tripleurospermum |
|  |                  |

|  | \| \| Cota \| \| \| \| \| \| Tripleurospermum \| \| \| \| |
|  |                                                           |
|  | Anthemis                                                  |
|  |                                                           |
|  | Cota                                                      |
|  |                                                           |
|  | Tripleurospermum                                          |
|  |                                                           |

|  | Cota             |
|  |                  |
|  | Tripleurospermum |
|  |                  |

|  | Archanthemis |
|  |              |
|  | Tanacetum    |
|  |              |
|  | Xylanthemum  |
|  |              |

|  | \| \| Cota \| \| \| \| \| \| Tripleurospermum \| \| \| \| |
|  |                                                           |
|  | Anthemis                                                  |
|  |                                                           |
|  | Cota                                                      |
|  |                                                           |
|  | Tripleurospermum                                          |
|  |                                                           |

|  | Cota             |
|  |                  |
|  | Tripleurospermum |
|  |                  |

|  | \| \| Cota \| \| \| \| \| \| Tripleurospermum \| \| \| \| |
|  |                                                           |
|  | Anthemis                                                  |
|  |                                                           |
|  | Cota                                                      |
|  |                                                           |
|  | Tripleurospermum                                          |
|  |                                                           |

|  | Cota             |
|  |                  |
|  | Tripleurospermum |
|  |                  |

|  | Archanthemis |
|  |              |
|  | Tanacetum    |
|  |              |
|  | Xylanthemum  |
|  |              |

I caratteri distintivi delle specie di questa sottotribù sono:
- il ricettacolo in genere è provvisto di pagliette;
- il tessuto endoteciale non è polarizzato;
- l'indumento è formato soprattutto da peli medifissi;
- il pericarpo degli acheni è spesso.

Il generi di questo gruppo prima di formare la presente sottotribù erano inclusi nel "Anthemis Group".
Il numero cromosomico di base per questa sottotribù è: x = 9. Alcune specie sono poliploidi (Anthemis, Cota e Tanacetum)
Tempi di divergenza (milioni di anni - Ma) in base all'"orologio molecolare" di alcuni generi della sottotribù:
- Tanacetum = 7 Ma;
- Gonospermum e Cota = 6 Ma;
- Anthemis  = 4 Ma;
- Nananthea e Tripleurospermum = 3 Ma;
- Xylanthemum = 2 Ma.

### Composizione della sottotribù
La sottotribù Anthemidinae comprende 8 generi e 397 specie.
| Genere                                         | N. specie                                  | Distribuzione | Caratteri più significativi | Numeri cromosomici          | Fiori |
| ---------------------------------------------- | ------------------------------------------ | --- | --- | --------------------------- | ----- |
| Anthemis L. 1753                               | 166                                        | Europa, Asia occidentale, Africa del Nord e America settentrionale | L'indumento è fatto di peli medifissi oppure è assente. - Le brattee dell'involucro disposte su 1 - 2 file a maturità sono decidue. - Gli acheni sono persistenti alla maturità. - L'apice degli acheni possiede una corona erosa e denticolata. - Il pericarpo è piuttosto spesso con scarse cellule mucillaginifere. | 2n = 18 (specie poliploidi) |       |
| Archanthemis Lo Presti & Oberpr., 2010         | 4                                          | Europa centro-orientale e Caucaso | Tutte le specie sono perenni. |                             |       |
| Cota J.Gay, 1845                               | 36                                         | Europa, Asia e Nord America (introdotte naturalizzate) | Gli acheni hanno due coste laterali oppure (raramente) una stretta ala e 3 - 10 addizionali coste su ogni faccia. - Il pericarpo è piuttosto spesso. | 2n = 18 (specie poliploidi) |       |
| Gonospermum Less., 1832                        | 7                                          | Isole Canarie | L'indumento è formato da peli medifissi. - Le sinflorescenze sono formate da densi corimbi di capolini. - Gli acheni hanno 5 coste longitudinali. | 2n = 18                     |       |
| Nananthea DC., 1838                            | Una specie: Nananthea perpusilla DC., 1838 | Sardegna e Corsica | Il portamento è erbaceo, delicato, talvolta succulento. - Le foglie sono 3 - 5 lobate. - I capolini sono molto piccoli (2 - 5 mm). - Le brattee dell'involucro sono disposte su 1 - 2 righe; | 2n = 18                     |       |
| Tanacetum L. 1753                              | 135                                        | Europa, Siberia, Caucaso e Armenia. Ma sono anche diffuse in Asia settentrionale e centrale, nell'Africa del Nord e America del nord (in quest'ultimo caso sono naturalizzate) | Il tipo delle foglie è quasi sempre pennatosetto. - Il ricettacolo ha delle forme convesse. - L'apice degli acheni è sormontato da un piccolo anello crenato o dentato. - Il pericarpo è privo di cellule mucillaginifere e sacche di resina.                                                                          | 2n = 18 (specie poliploidi) |       |
| Tripleurospermum Sch.Bip., 1844                | 41                                         | Emisfero settentrionale | Gli acheni hanno due sacche di resina e 3 (1 abassiale e 2 laterali) distinte coste. - La sezione degli acheni si presenta triquetra | 2n = 18 (specie poliploidi) |       |
| Xylanthemum Nikolai Nikolaievich Tzvelev, 1961 | 7                                          | Asia occidentale | I capolini in genere sono solitari. - L'involucro ha delle forme da cilindriche a coniche con 4 - 5 serie di brattee. - L'apice degli acheni è formato da alcune auricole oppure da scaglie. | 2n = 18 (specie poliploidi) |       |

Nota: in alcune checklist in questa sottotribù è descritto il genere Brocchia Vis., 1836 con una sola specie (Brocchia cinerea (Del.) Vis.) del Nord Africa, da altri Autori considerato per il momento "incertae sedis".

### Generi della flora spontanea italiana
Nella flora spontanea italiana sono presenti i seguenti generi di questo gruppo:
Anthemis (21 specie)
- Anthemis aeolica Lojac..
- Anthemis aetnensis Schouw - Camomilla dell'Etna.
- Anthemis arvensis L. - Camomilla bastarda.
- Anthemis chia L. - Camomilla di Chio.
- Anthemis concolor Lojac..
- Anthemis cotula L. - Camomilla fetida.
- Anthemis cretica L. - Camomilla montana.
- Anthemis cupaniana Tod. ex Lojacono - Camomilla delle Madonie.
- Anthemis hydruntina Groves - Camomilla d'Otranto.
- Anthemis ismelia Lojacono - Camomilla delle M. Gallo.
- Anthemis maritima L. - Camomilla marina.
- Anthemis muricata (DC.) Guss. - Camomilla siciliana.
- Anthemis parlatoreana  Raimondo, Bajona, Spadaro & Di Grist..
- Anthemis peregrina L. - Camomilla pellegrina.
- Anthemis pignattiorum  Guarino, Raimondo & Domina - Camomilla dei Pignatti.
- Anthemis pseudoabrotanifolia C.Brullo, Brullo & Giusso.
- Anthemis pulvinata Brullo, Scelsi & Spamp..
- Anthemis rigida Boiss. ex Heldr. - Camomilla minima.
- Anthemis ruthenica  M.Bieb. - Camomilla dei Ruteni.
- Anthemis secundiramea Biv. - Camomilla costiera.
- Anthemis tomentosa L..

Cota (5 specie)
- Cota altissima (L.) J.Gay - Camomilla brucia-occhi.
- Cota austriaca  (Jacq.) Sch.Bip. - Camomilla austriaca.
- Cota segetalis  (Ten.) Holub - Camomilla balcanica.
- Cota tinctoria  (L.) J.Gay - Camomilla per tintori.
- Cota triumfetti  (L.) J.Gay - Camomilla di Trionfetti.

Nananthea (una specie)
- Nananthea perpusilla DC., 1838 - Margherita piccolissima.

Tanacetum (6 specie)
- Tanacetum parthenium (L.) Sch.Bip. - Erba amara vera.
- Tanacetum corymbosum (L.) Sch.Bip. - Erba amara dei boschi.
- Tanacetum cinerariifolium (Trevir.) Sch.Bip. - Piretro della Dalmazia.
- Tanacetum vulgare L. - Erba amara selvatica.
- Tanacetum audibertii DC. - Erba amara sardo-corsa.
- Tanacetum balsamita L. - Erba amara balsamica.

Tripleurospermum (una specie)
- Tripleurospermum inodorum (L.) Sch.Bip. - Camomilla senza odore.

### Sinonimi
Questa entità ha avuto nel tempo diverse nomenclature. L'elenco seguente indica alcuni tra i sinonimi più frequenti:
- Pyrethrinae Horan. (1847)
- Tanacetinae Bremer & Humphries (1993)
- Gonosperminae Bremer & Humphries (1993)